# Colin Jenkins
Colin Jenkins (Hamilton, 2 de marzo de 1983) es un deportista canadiense que compitió en triatlón. Ganó una medalla de bronce en el Campeonato Mundial por Relevos de 2006.

## Palmarés internacional
| Campeonato Mundial por Relevos | Campeonato Mundial por Relevos | Campeonato Mundial por Relevos | Campeonato Mundial por Relevos |
| Año                            | Lugar                          | Medalla                        | Prueba                         |
| ------------------------------ | ------------------------------ | ------------------------------ | ------------------------------ |
| 2006                           | Cancún (México)                | Medalla de bronce              | Relevos                        |